# Flowserve
Die Flowserve Corporation ist ein börsennotierter US-amerikanischer Anbieter von Pumpen, Ventilen, Dichtungen sowie Dienstleistungen für Stromerzeuger sowie die Öl- und Gasindustrie mit Sitz in Irving, Texas. Weltweit beschäftigt der Konzern 16.000 Mitarbeiter in mehr als 50 Ländern. 

## Geschichte
Flowserve entstand 1997 durch die Fusion von BW/IP und Durco International; die Geschichte geht jedoch zurück bis in das Jahr 1790 mit der ursprünglichen Gründung von Simpson & Thompson (später Worthington Simpson Pumps), die einer der Vorgänger des Unternehmens BW/IP waren. Jüngere Zukäufe sind u. a. Invensys Flow Control im Jahr 2002, Thompsons Kelly & Lewis im Jahr 2004 und Interseal im Jahr 2005.

## Flowserve in Deutschland
In Deutschland erzielt Flowserve ca. 9 % seines gesamten Umsatzes. Flowserve hat in Deutschland ca. 1400 Beschäftigte u. a. in den Standorten Ahaus, Dortmund, Essen, Ettlingen, Leuna und Itzehoe.
Am Standort Itzehoe ist die Flowserve SIHI Germany GmbH ansässig. Das Unternehmen Sterling SIHI GmbH (gegründet 1920) wurde Anfang 2015 vom Flowserve Konzern übernommen, es sind dort etwas über 500 Mitarbeiter beschäftigt. 

## Flowserve in Österreich
Im Juni 2018 wurde die Einstellung der Pumpenproduktion per Jahresende in Brunn am Gebirge angekündigt. Erhalten bleiben soll ein Kompetenzzentrum und damit 60 von bisher 186 Stellen. Der operativ losgelöste Produktionsstandort für Regel- und Absperrventile in Villach, mit seinen 250 Mitarbeitern, ist von diesen Maßnahmen nicht betroffen.

## Konkurrenten
Bei Pumpen konkurriert Flowserve unter anderem mit KSB, Xylem, Sulzer, Ebara Corporation, SPX Corporation und der Weir Group. Auf dem Markt für Gleitringdichtungen sind EagleBurgmann und John Crane (Smiths Group) Wettbewerber. Bei Industriearmaturen sind Pentair, Cameron International, Emerson Electric, General Electric und die Crane Company die größten Konkurrenten.